# Circonscription autonomique de La Palma
Ne doit pas être confondu avec Circonscription électorale de La Palma.
La circonscription électorale de La Palma est l'une des sept circonscriptions électorales des îles Canaries pour les élections au Parlement des Canaries.
Elle correspond géographiquement à l'île de La Palma.

## Synthèse
| AP & alliés |       | 3 | 2 |   |   |   |   |   |   |   |   |   |  |  |  |
| AIC         |       |   | 2 | 3 |   |   |   |   |   |   |   |   |  |  |  |
| CDS         |       | 1 | 1 |   |   |   |   |   |   |   |   |   |  |  |  |
| ICAN        |       |   |   | 1 |   |   |   |   |   |   |   |   |  |  |  |
| PCC         |       | 1 |   |   |   |   |   |   |   |   |   |   |  |  |  |
| IU          |       |   | 1 |   |   |   |   |   |   |   |   |   |  |  |  |
| PSOE        |       | 3 | 2 | 3 | 2 | 2 | 2 | 3 | 2 | 2 | 3 | 2 |  |  |  |
| CC          |       |   |   |   | 4 | 4 | 4 | 4 | 4 | 3 | 3 | 4 |  |  |  |
| PP          |       |   |   | 1 | 2 | 2 | 2 | 1 | 2 | 3 | 2 | 2 |  |  |  |
|             |       |   |   |   |   |   |   |   |   |   |   |   |  |  |  |
| Total       | Total | 8 | 8 | 8 | 8 | 8 | 8 | 8 | 8 | 8 | 8 | 8 |  |  |  |

## Résultats détaillés

### 1983
| Parti     | Parti | Députés élus                                                                    |
| --------- | ----- | ------------------------------------------------------------------------------- |
| AP-PDP-UL |       | Pedro Acosta Lorenzo, Sarbelio Pérez Pulido, Miguel Rafael Perdigón Cabrera     |
| PSOE      |       | Álvaro Argany Fajardo, Abilio Fidel Monterrey Gutiérrez, José Luis Pérez Martín |
| CDS       |       | Fernando Manuel Fernández Martín                                                |
| PCC       |       | Antonio Sanjuán Hernández                                                       |

- Sarbelio Pérez (AP-PDP-UL) est remplacé en novembre 1984 par Juan Luis Rodríguez Rodríguez.

### 1987
| Parti   | Parti | Députés élus                                                    |
| ------- | ----- | --------------------------------------------------------------- |
| PSOE    |       | Álvaro Argany Fajardo, Argelio Hernández Ortega                 |
| AIC-API |       | Antonio Ángel Castro Cordobez, Carlos Francisco Lorenzo Navarro |
| AP      |       | Pedro Acosta Lorenzo, Miguel Rafael Perdigón Cabrera            |
| CDS     |       | Juan Antonio Henríquez Hernández                                |
| ICU     |       | Antonio Sanjuán Hernández                                       |

- Carlos Lorenzo (AIC-API) est remplacé en mars 1988 par José Manuel González Suárez.
- Álvaro Argany (PSOE) est remplacé en novembre 1989 par José Adolfo Martín Pérez.

### 1991
| Parti | Parti | Députés élus                                                                          |
| ----- | ----- | ------------------------------------------------------------------------------------- |
| PSOE  |       | José Melquiades López Mederos, Onésimo Elicio García Camacho, José Argeo Paz Expósito |
| AIC   |       | Antonio Ángel Castro Cordobez, Juan González Martín, Jaime Sicilia Hernández          |
| PP    |       | José Ernesto Luis González Afonso                                                     |
| ICAN  |       | Antonio Sanjuán Hernández                                                             |

### 1995
| Parti | Parti | Députés élus                                                                                                 |
| ----- | ----- | --- |
| CC    |       | Antonio Ángel Castro Cordobez, Gregorio Guadalupe Rodríguez, Antonio Sanjuán Hernández, Juan González Martín |
| PSOE  |       | José Melquiades López Mederos, Onésimo Elicio García Camacho                                                 |
| PP    |       | José Francisco Hernández Guimerá, Gabriel Mato                                                               |

### 1999
| Parti | Parti | Députés élus |
| ----- | ----- | --- |
| CC    |       | Antonio Ángel Castro Cordobez, Gregorio Guadalupe Rodríguez, Juan Ramón Hernández Gómez, Antonio Sanjuán Hernández |
| PSOE  |       | Álvaro Argany Fajardo, María Belén Lorenzo Acosta                                                                  |
| PP    |       | Gabriel Mato, Carlos Javier Cabrera Matos                                                                          |

- Gabriel Mato (PP) est remplacé en avril 2000 par María Noelia García Leal.

### 2003
| Parti | Parti | Députés élus |
| ----- | ----- | --- |
| CC    |       | Antonio Ángel Castro Cordobez, Juan Ramón Hernández Gómez, María Guadalupe González Taño, Hermelo Martín Martín |
| PP    |       | Gabriel Mato, Carlos Javier Cabrera Matos                                                                       |
| PSOE  |       | Anselmo Francisco Pestana Padrón, Amparo Martín Martín                                                          |

- Carlos Cabrera (PP) est remplacé en mars 2004 par Ernesto Aguiar Rodríguez.

### 2007
| Parti | Parti | Députés élus                                                                                                   |
| ----- | ----- | --- |
| CC    |       | Antonio Ángel Castro Cordobez, Juan Ramón Hernández Gómez, María Beatriz Acosta Guerra, José Izquierdo Botella |
| PSOE  |       | Manuel Marcos Pérez Hernández, Rita Isabel Gómez Castro, Anselmo Francisco Pestana Padrón                      |
| PP    |       | Gabriel Mato                                                                                                   |

- Gabriel Mato (PP) est remplacé en avril 2008 par Asier Antona Gómez.
- Anselmo Pestana (PSOE) est remplacé en avril 2008 par Carmen María Acosta Acosta.
- José Izquierdo (CC) est remplacé en novembre 2010 par Jamnia Brito Díaz.

### 2011
| Parti | Parti | Députés élus |
| ----- | ----- | --- |
| CC    |       | Antonio Ángel Castro Cordobez, José Luis Perestelo Rodríguez, Juan Ramón Hernández Gómez, Nieves Rosa Pulido Rodríguez |
| PP    |       | María Rosa de Haro Brito, Asier Antona Gómez                                                                           |
| PSOE  |       | Manuel Marcos Pérez Hernández, Rita Isabel Gómez Castro                                                                |

- Rosa de Haro (PP) est remplacée en décembre 2011 par María Teresa Pulido García après la renonciation d'Ernesto Aguiar.

### 2015
| Parti | Parti | Députés élus                                                                             |
| ----- | ----- | ---------------------------------------------------------------------------------------- |
| PP    |       | Asier Antona Gómez, Lorena Hernández Labrador, Ernesto Aguiar                            |
| CC    |       | Antonio Ángel Castro Cordobez, Juan Ramón Hernández Gómez, María Guadalupe González Taño |
| PSOE  |       | Manuel Marcos Pérez Hernández, María Victoria Hernández Pérez                            |

- Ernesto Aguiar (PP) est remplacé en juillet 2016 par Zacarías Gómez Hernández.
- Guadalupe González (CC) démissionne en mai 2019 et n'est pas remplacée.

### 2019
| Parti | Parti | Députés élus                                                                                 |
| ----- | ----- | -------------------------------------------------------------------------------------------- |
| CC    |       | Nieves Lady Barreto Hernández, Jonathan de Felipe Lorenzo, Sergio Javier Rodríguez Fernández |
| PSOE  |       | Jorge Tomás González Cabrera, Matilde Fleitas Martín, Manuel Jesús Abrante Brito             |
| PP    |       | Asier Antona Gómez, Lorena Hernández Labrador                                                |

- Asier Antona (PP) est remplacé en août 2019 par Jacob Anis Qadri Hijazo.

### 2023
| Parti | Parti | Députés élus                                                                                             |
| ----- | ----- | --- |
| CC    |       | Nieves Lady Barreto Hernández, Jonathan de Felipe Lorenzo, José Javier Pérez Llamas, Diana Lorenzo Brito |
| PSOE  |       | Alicia Vanoostende Simili, Manuel Jesús Abrante Brito                                                    |
| PP    |       | Raquel Noemí Díaz Díaz, Jacob Anis Qadri Hijazo                                                          |